# A mizantróp
A mizantróp (1666) Molière egyik jelentős színdarabja. A darab a francia arisztokrata társadalom képmutatásait gúnyolja ki. A mű komolyabb hangot is megüt, amikor rámutat a minden embert sújtó hibákra. A dráma abban is különbözik a korabeli bohózatoktól, hogy olyan dinamikus karaktereket alkalmaz, mint Alceste és Célimène, akik eltérnek a hagyományos társadalmi szatíra karikatúráitól. Abban is különbözik „A mizantróp” Molière többi művétől, hogy a karakterfejlődés és árnyalatai fontosabbak, mint a cselekmény előrehaladása maga.

## Sajátosságai
Mivel Molière két korábbi darabját, a Tartuffe-ot és a Don Juant korábban már betiltották, Molière ezért igyekezett, hogy elfogadhatóbbá tegye a darabot. Ezért kétség is merül fel azzal kapcsolatban, hogy a főszereplő Alceste hős-e megalkuvást nem ismerő őszintesége miatt, vagy inkább csak bolond. Jean-Jacques Rousseau szerint „A mizantróp” Molière legjobb munkája. Úgy vélte, a közönségnek támogatnia kell Alceste eszméit, nem pedig kinevetni a szerencsétlensége miatt.

## Cselekmény
Barátai rémületére Alceste elutasítja a tizenhetedik századi francia társadalmi konvenciókat. A „szépség” fogalmának elutasításával népszerűtlenné válik, és azzal is, sajnálatát fejezi ki egy olyan világ miatt, amelyet felszínesnek tart: „az emberiség olyan szakítani akarok az egésszel.”
Meggyőződése ellenére Alceste nem tudja nem szeretni a kacér és játékos Célimène-t, a tökéletes flörtölőt, akinek szellemessége és könnyedsége megtestesíti az Alceste által megvetett udvarias modort. Bár állandóan szemrehányást tesz neki, nem hajlandó megváltozni, és Alceste-t azzal vádolja, hogy alkalmatlan a társadalomba való beilleszkedésre, mert gyűlöli az emberiséget.
Annak ellenére, hogy mizantrópként rossz a hírneve, vannak nők, akik vágynak rá, különösen a prűd Arsinoé és a becsületes Éliante. Alceste elismeri erényeiket, szíve Célimène mellett van. Az iránta érzett mély érzései elsősorban az emberiséggel kapcsolatos negatív megnyilvánulásainak ellensúlyozására szolgálnak, mivel az, hogy ilyen érzelmei vannak, őt is azok közé sorolja, akiket oly hevesen kritizál.
Amikor Alceste kigúnyol egy szonettet, amelyet a nagyhatalmú Oronte írt, bíróság elé hívják. Mivel Alceste nem hajlandó hamis bókokat osztogatni, megalázzák, száműzik.
Arsinoé megmutat neki egy a szerelmes levelet, amelyet Célimène írt egy másik udvarlójának. Rájön, hogy Célimène ugyanolyan szerelmes leveleket írt számos más udvarlójának is. Ultimátumot ad neki: megbocsát és feleségül veszi, ha a száműzetésbe vele szökik. Célimène ezt megtagadja, túl fiatalnak, gyönyörűnek tartja magát ahhoz, hogy otthagyja a társadalmat és az összes udvarlóját.
Alceste végül úgy dönt, hogy sajátmagát száműzi a társadalomból.
Ha akarom, Alceste egy érett, nemes, szenvedélyes, sőt hősies férfi, aki kora bűneit és fonákságait jogos keserűséggel ostorozza; (…) ha akarom, zsémbes, zsörtölődő, mindenkibe belekötő, hebehurgya ellenzéki, alkalmazkodásra képtelen, naív és nehézkes medvetípus.

## Fordítás
Ez a szócikk részben vagy egészben  a   The Misanthrope című angol Wikipédia-szócikk ezen változatának fordításán alapul.  Az eredeti cikk szerkesztőit annak laptörténete sorolja fel. Ez a jelzés csupán a megfogalmazás eredetét és a szerzői jogokat jelzi, nem szolgál a cikkben szereplő információk forrásmegjelöléseként.